# Flag Day – A zászló napja
A Flag Day – A zászló napja (eredeti cím: Flag Day) 2021-es amerikai filmdráma amelynek főszereplője és rendezője Sean Penn. A történet alapjául Jennifer Vogel 2004-es Flim-Flam Man: A True Family History című memoárja szolgált. A további szerepekben Josh Brolin, Katheryn Winnick és Regina King látható.
A filmet a 2021-es cannes-i filmfesztiválon versenyprogramjában mutatták be, a mozikba 2021. augusztus 20-án jelent meg a United Artists Releasing forgalmazásában. Általánosságban vegyes véleményeket kapott a kritikusoktól.

## Cselekmény
Jennifer határtalanul csodálja apját, Johnt. Azt azonban nem tudja, hogy a férfi kettős életet él, kezdetben hamisítóként, majd bankrablóként. Most újságíróként Jennifernek az amerikai történelem egyik legnagyobb pénzhamisítási akciója után kell nyomoznia, amelyet saját apja hajtott végre. Az apa-lánya kapcsolat próbára kerül.

## Szereplők
| Szerep                 | Színész                  | Magyar hang    |
| ---------------------- | ------------------------ | -------------- |
| Jennifer Vogel         | Dylan Penn               | Pikali Gerda   |
| Jennifer Vogel         | Jadyn Rylee (tinédzser)  |                |
| Jennifer Vogel         | Addison Tymec (fiatal)   |                |
| John Vogel             | Sean Penn                | Epres Attila   |
| Patty Vogel            | Katheryn Winnick         | Peller Anna    |
| Beck bácsi             | Josh Brolin              | Kőszegi Ákos   |
| Nick Vogel             | Hopper Penn              |                |
| Nick Vogel             | Beckam Crawford (fiatal) |                |
| Blake amerikai marsall | Regina King              | Makay Andrea   |
| doki                   | Norbert Leo Butz         | Forgács Péter  |
| Margaret nagymama      | Dale Dickey              |                |
| Mr. Emmanuelle         | Eddie Marsan             | Kapácsy Miklós |
| Debbie                 | Bailey Noble             |                |

### Magyar változat
- Magyar szöveg: Kiss Barnabás
- Hangmérnök és vágó: Császár Bíró Szabolcs
- Gyártásvezető: Bogdán Anikó
- Szinkronrendező: Faragó József
- Produkciós vezető: Dallos Miklós

A szinkront az SDI Media Hungary készítette el.

## A film készítése
2012 márciusában Sean Penn érdeklődését fejezte ki, hogy csatlakozzon a Flim-Flam Man filmadaptáció szereplőgárdájához, amelyet Alejandro González Iñárritu rendez.
2019 márciusában jelentették be, hogy szereposztási felhívást tettek közzé a filmhez, a forgatás a kanadai Winnipegben veszi kezdetét.
A forgatás júniusban kezdődött Penn és gyerekei, Dylan Penn és Hopper Penn részvételével. Josh Brolin, Miles Teller és Katheryn Winnick is a bejelentett szereplők között vannak. 2019 júliusában James Russót is megerősítették a szereplőgárda tagjaként. 2019. augusztus 1-jén a jeleneteket a Manitobai Egyetem Fort Garry-i kampuszán forgatták. A forgatás a kaliforniai San Luis Obispo megyében található Piedras Blancasban zajlott.
A film producerei William Horberg, Jon Kilik és Fernando Sulichin voltak.
A Deadline Hollywoodnak a 2021-es cannes-i filmfesztiválon adott interjújában Penn elmondta; kezdetben úgy gondolta, hogy ez egy olyan film lesz, amiben esetleg szerepelni fog, de miután gondot okozott a megfelelő rendező megtalálása, elfogadta az ajánlatot, mivel ez egy olyan film számára, amit szeretett volna látni elkészülni. Ez az első olyan film, amelyet Penn rendezett és szerepel is benne.

## Bemutató
A film világpremierje 2021 júliusában volt a cannes-i filmfesztiválon. A fesztivált megelőzően a Metro-Goldwyn-Mayer megszerezte a film észak-amerikai forgalmazási jogait, és még abban az évben tervezték, hogy közös vállalatukon, a United Artists Releasingen keresztül mutatják be. A filmet 2021. augusztus 20-án adták ki. Korábban augusztus 14-re ütemezték a bemutatót, de egy héttel későbbre csúsztatták, hogy ne versenyezzen egy másik MGM-filmmel, a Respecttel.

## Filmzene
| 1.    | My Father's Daughter (Eddie Vedder, Glen Hansard és Olivia Vedder) | David Odlum       | 2:50 |
| 2.    | Flag Day (Eddie Vedder és Glen Hansard)                            | Odlum             | 4:09 |
| 3.    | I Think of Angels (Cat Power)                                      | KK                | 3:32 |
| 4.    | Tender Mercies (Eddie Vedder és Glen Hansard)                      | Odlum Andrew Watt | 3:13 |
| 5.    | Rather Be Home (Eddie Vedder és Glen Hansard)                      |                   | 3:25 |
| 6.    | I Am a Map (Cat Power)                                             | Cat Power         | 2:01 |
| 7.    | As You Did Before (Glen Hansard)                                   |                   | 4:29 |
| 8.    | There's a Girl (Eddie Vedder, Glen Hansard és Olivia Vedder)       |                   | 3:33 |
| 9.    | I'll Be Waiting (Eddie Vedder és Glen Hansard)                     | Odlum             | 2:35 |
| 10.   | I Will Follow (Cat Power)                                          | Cat Power         | 4:48 |
| 11.   | Wave (Eddie Vedder és Glen Hansard)                                | Odlum             | 3:19 |
| 12.   | Drive (Eddie Vedder)                                               |                   | 4:24 |
| 13.   | Dream (Cat Power)                                                  | Cat Power         | 5:22 |
| 47:48 |                                                                    |                   |      |

## Vita
A film promóciója során, amikor az Amerikai Egyesült Államokban havonta ezrek haltak meg a COVID-19 járványban, Penn kijelentette; nem akarja, hogy bárki, aki nem oltatja be magát a COVID-19 ellen, láthassa a filmet a mozikban, ezzel felháborítva az oltásellenzőket.